# 第四共和国 (电视剧)
第四共和国（韓語：제4공화국）是韩国MBC（文化放送）于1995年10月18日至1996年1月25日播出的一部政治电视剧，是MBC的“共和国”系列政治电视剧的第四部，内容取自韩国第四共和国时期的历史，从1972年十月维新开始，包括釜马民主抗争、朴正熙遇刺案、双十二政变、光州民主化运动等，至第五共和国建立结束。臺灣TVBS譯名為《兵變漢江》。

## 主要演员
- 朴正熙（总统）：李昌煥
- 陸英修（總統夫人）：錢忍和
- 金載圭（中央情报部长）：朴根瀅
- 車智澈（总统警卫室长）：李大根
- 全斗煥（保安司令官）：朴容植
- 金桂元（总统秘书室长）：金相淳
- 朴鐘圭：金奉瑾
- 金鍾泌：韓仁守
- 金炯旭：白一燮
- 崔圭夏：金成謙
- 金正濂：申忠植
- 李厚洛：林采茂
- 金龍泰：盧宙鉉

## 剧集
全剧共30话，采用倒叙方式，1～10话内容包括1979年朴正熙遇刺，全斗焕新军部逐渐掌权并政变，到光州民主化运动结束。11话以后，剧情回到1972年，讲述维新体制下第四共和国的历史。